# 도네츠크 인민공화국의 코로나19 범유행

다음은 도네츠크 인민공화국의 코로나19 범유행 현황에 대한 설명이다.
코로나19가 2020년 3월에 도네츠크 인민공화국에 온 것으로 확인되었다.

## 배경
2020년 1월 12일, 세계보건기구는 2019년 12월 31일에 WHO에 보고된 중국 후베이성 우한시의 인구 집단에서 코로나19가 호흡기 질환의 원인임을 확인했다.
코로나19가 2003년 사스보다는 치사율이 훨씬 낮지만, 빠르게 전파됐다.

## 타임라인

### 2020년 3월
3월 31일, 러시아 모스크바에서 도착한 현지 주민인 도네츠크 인민 공화국의 영토에서 첫 번째 확진자가 발생했다.

### 2020년 4월
4월 1일에 두 번째 확진자가 확인되었다.
4월 3일 세 번째 확진자가 확인되었다.
4월 17일 확인된 확진자 수는 36명으로 증가했다.

## 같이 보기
- 루간스크 인민공화국의 코로나19 범유행